# 汉密尔顿环形山
汉密尔顿环形山(Hamilton)是位于月球正面东南侧边沿的一座大撞击坑，约形成于爱拉托逊纪，其名称取自爱尔兰数学家、物理学家及天文学家威廉·哈密頓(1805年-1865年)，1964年被国际天文学联合会正式批准接受。

## 描述
该陨坑西侧毗邻奥肯环形山；西北靠近马里纳斯环形山和哈伦环形山；阿贝尔环形山坐落在它的北面；东北则是古姆环形山；詹纳环形山和李奥环形山分别横亘在它的东面和南面，汉密尔顿环形山的东侧则是东海，该陨坑的中心月面坐标为42°46′S 84°25′E / 42.77°S 84.41°E，直径57.5公里，深度为2.81公里。
汉密尔顿环形山外形接近圆状，北侧略显平直，坑壁轮廓清晰，未受到明显的撞击侵蚀。陨坑内侧坡带有阶地结构，尤其是西侧(从地球上看不到)更为明显。坑壁平均高出周边地形1180米，内部容积约有2700公里3。坑底表面深邃而嶙峋，西南部略为平坦；中心点偏北坐落着二座相邻的中心峰。由于该陨坑位于月球东南侧边沿，因此，从地球上只能看到它的边缘，大部分的细节无法看清。对它的观察依赖于月球定期出现的摄动。
汉密尔顿环形山的东面和东南面有一圈更大的弧形构造，类似于一座古老的无名坑残迹，它的南面坐落着一座有同心环的小撞击坑。

## 卫星陨石坑
按惯例，最靠近汉密尔顿环形山的卫星坑在月图上以字母标注在该坑中心点的旁边。

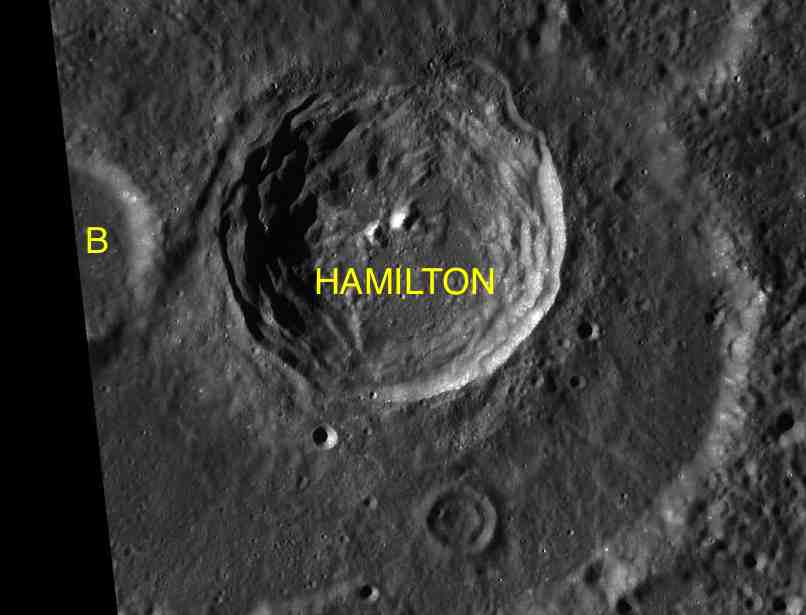
LAC-94 月图

| 汉密尔顿 | 纬度    | 经度    | 直径    |
| -------- | ------- | ------- | ------- |
| B        | 42.6° S | 82.1° E | 32 公里 |

## 另请参阅
- Andersson, L. E.; Whitaker, E. A. . NASA RP-1097. 1982.
- Blue, Jennifer. . USGS. July 25, 2007  [2007-08-05]. （原始内容存档于2012-04-08）.
- Bussey, B.; Spudis, P. . New York: Cambridge University Press. 2004. ISBN 978-0-521-81528-4.
- Cocks, Elijah E.; Cocks, Josiah C. . Tudor Publishers. 1995. ISBN 978-0-936389-27-1.
- McDowell, Jonathan. . Jonathan's Space Report. July 15, 2007  [2007-10-24]. （原始内容存档于2012-05-26）.
- Menzel, D. H.; Minnaert, M.; Levin, B.; Dollfus, A.; Bell, B. . Space Science Reviews. 1971, 12 (2): 136–186. Bibcode:1971SSRv...12..136M. doi:10.1007/BF00171763.
- Moore, Patrick. . Sterling Publishing Co. 2001. ISBN 978-0-304-35469-6.
- Price, Fred W. . Cambridge University Press. 1988. ISBN 978-0-521-33500-3.
- Rükl, Antonín. . Kalmbach Books. 1990. ISBN 978-0-913135-17-4.
- Webb, Rev. T. W.  6th revised. Dover. 1962. ISBN 978-0-486-20917-3.
- Whitaker, Ewen A. . Cambridge University Press. 1999. ISBN 978-0-521-62248-6.
- Wlasuk, Peter T. . Springer. 2000. ISBN 978-1-85233-193-1.